# Aerodrom Varadero
Aerodrom Varadero ili aerodrom Juan Gualberto Gómez (IATA kod : VRA ,  ICAO kod : MUVR)  je međunarodni aerodrom, srednje veličine sa samo jednim terminalom, u službi grada Varadera i velikog broja odmarališta, u pokrajini Matanzas (Kuba). Drugi je aerodrom po značaju na Kubi zbog obima posla i broja putnika, odmah iza međunarodnog aerodroma José Martí u Havani, sa 25% vazdušnog putničkog saobraćaja Kube. Trenutna ulaganja u aerodrom omogućila su mu da obradi do dva miliona putnika godišnje. Međutim kako obim posla konstantno raste, postoje planovi za širenje aerodroma Varadero kako bi se nosili sa sve većim nivoom putničkog saobraćaja.

## Naziv
Aerodrom Varadero je nazvan Aerodrom Juan Gualberta Gomez 1989. godine,  po kubanskom novinaru i aktivisti Huanu Gualbertu Gómezu (1854—1933).

## Položaj
Aerodrom Varadero se nalazi na oko 5 km od naserlja Karbonera u pokrijini Matanzas. Udaljen je 30 km od maranze, 40 km od Varadera i 120 km od Havane.
Geografski položaj
- Severna geografska dužina 23° 02′ 04″
- Zapadna geografska širina 81° 26′ 07″.[4]

## Opšte informacije
Na ovaj aerodrom sleće više od 70% turista koji posećuju odmaralište Varadero, glavnu kubansku plažu i sunčano turističko odredište.
Aerodrom je otvorena 25. septembra 1989. godine u prisustvu Fidela Kastra, kao zamena starom aerodromu Varadero u Santa Marti, sada poznatom kao aerodrom Kavama. 
Nakon obimnih investicionih radova u vrednosti od 35.000.000,00 USD, aerodrom je 10. septembra 2011. godine ponovo otvoren za saobračćaj. To je omogućilo aerodromu da ostvari povećanje broja operacija i pruži veći kvalitet usluge putnicima putem:
- većeg broja terminala,
- 30 šaltera sa kompjuterizovanin sistemima.
- značajnog povećanja broja imigracijskih kabina,
- četiri nova terminala za prijem prtljaga u ulaznoj dvorani.
- salona za ukrcavanje SUE (zadne čekaonica koja je produžena nakon povećanja broja teleskopskih prolaza, kojih trenutno imaa četiri)
- proširene platforme za avione za 31.000 m² i stajanke za 9.100 m².
- proširenja aerodromskih operacija na 2.200 putnika,
- skraćivanja operativnog vemena, na 25 minuta, potrebnog za otpreme putnika koji stižu na terminal.

## Avio kompanije i destinacije
| Avio kompanije                   | Destinacije |
| -------------------------------- | --- |
| Air Canada Rouge                 | Montréal–Trudeau, Toronto–Pearson Sezonski: Ottawa (begins December 23, 2019) |
| Air Transat                      | Montréal–Trudeau, Toronto–Pearson Sezonski: Halifax, Hamilton, Moncton, Ottawa, Québec City, Winnipeg |
| American Airlines                | Miami |
| Azur Air                         | Čarter: Moscow-Vnukovo |
| Blue Panorama Airlines           | Milan-Malpensa |
| Condor                           | Sezonski: Frankfurt |
| Corsair International            | Paris-Orly |
| Cubana de Aviación               | Cayo Largo del Sur |
| Edelweiss Air                    | Sezonski: Zürich |
| Eurowings                        | Sezonski: Düsseldorf |
| Interjet                         | Sezonski: Mexico City |
| IrAero                           | Sezonski čarter: Moscow–Domodedovo |
| LOT Polish Airlines              | Čarter: Warsaw–Chopin |
| Magnicharters                    | Sezonski: Monterrey |
| Neos                             | Sezonski čarter: Milan–Malpensa |
| Nordwind Airlines                | Seasonal charter: Moscow–Sheremetyevo |
| Orbest                           | Sezonski: Lisbon |
| Royal Flight                     | Sezonski: Moscow-Sheremetyevo |
| Servicios Aéreos Profesionales   | Punta Cana |
| Sunwing Airlines                 | Calgary, Edmonton, Montréal–Trudeau, Ottawa, Toronto–Pearson, Vancouver Sezonski: Bagotville, Charlottetown, Deer Lake, Fredericton, Gander, Halifax, Hamilton, Kelowna, London (ON), Moncton, Québec City, Regina, Saint John, St. John's, Saskatoon, Thunder Bay, Windsor, Winnipeg |
| Thomas Cook Airlines             | Manchester |
| Thomas Cook Airlines Scandinavia | Sezonski čarter: Copenhagen |
| TUI fly Belgium                  | Brussels |
| TUI fly Netherlands              | Amsterdam |
| VivaAerobus                      | Čarter: Mexico City |
| Wamos Air                        | Madrid |
| WestJet                          | Toronto–Pearson Sezonski: Calgary |
| XL Airways France                | Paris–Charles de Gaulle |

## Spoljašnje veze
- Varadero Airport (језик: енглески)